# Neurophyseta albirufa
Neurophyseta albirufa là một loài bướm đêm trong họ Crambidae.